# Бенчич, Сандра
Сандра Бенчич (хорв. Sandra Benčić; род. 28 января 1978, Забок, Крапинско-Загорская жупания) — хорватский политический деятель. Сокоординатор совместно с Томиславом Томашевичем партии «Мы можем! — Политическая платформа». Депутат Хорватского сабора (парламента) с 2020 года.

## Биография
Родилась 28 января 1978 года в городе Забок в СФРЮ.
В 2014 году окончила юридический факультет Загребского университета.
Основала консалтинговую компанию Razbor, где имела дело с региональным развитием и фондами ЕС.
Является одним из основателей фонда Solidarna.
Была членом комитета по рассмотрению жалоб в Министерстве внутренних дел Хорватии.
До 2018 года работала в некоммерческой организации Centar za mirovne studije (CMS), в основном по темам неравенства, убежища и миграции.

## Политическая карьера
По результатам парламентских выборов 2020 года избрана депутатом в 1-м избирательном округе (центр Загреба и юг жупании Загребачка) от Зелёно-левой коалиции «Мы можем!» — «Загреб НАШ!» — «Новые левые» — «Рабочий фронт» — «Зелёная альтернатива — Устойчивое развитие Хорватии» — «За город». Была членом Комитета юстиции (2020—2021), членом Комитета по Конституции, правилам процедуры и политической системе (с 2021), председателем Комитета по окружающей среде и природе (с 2020). Переизбрана на выборах 2024 года в том же округе от партии «Мы можем!». Является членом Комитета по Конституции, правилам процедуры и политической системе, членом Комитета по внутренней политике и национальной безопасности, членом Комитета по сельскому хозяйству.
Является председателем парламентской группы «Мы можем!».